# 朝明信号場
朝明信号場（あさけしんごうじょう）は、三重県桑名市江場にある東海旅客鉄道（JR東海）関西本線の信号場である。

## 歴史
- 1927年（昭和2年）5月1日：単線区間列車交換型として開設。[1]
- 1940年（昭和15年）12月20日：専用線を発着する貨物の取り扱いを開始[1]。
- 1972年（昭和47年）9月27日：朝日駅方の複線化により、単線複線接続型に変更。
- 1985年（昭和60年）1月28日：桑名駅方の複線化により現位置に移転[2]。
- 1987年（昭和62年）4月1日：国鉄分割民営化によりJR東海が継承[1]。

## 構造
単線区間（桑名駅方面）と複線区間（朝日駅方面）の接続地点に設置された信号場である。位置は、名古屋起点25.4 km、桑名駅から1.6 kmの地点である。かつては単線区間列車交換型の信号場で、現在地から朝日駅寄りに1 kmの地点にあったが、複線化により単線複線接続型信号場となった。
信号場以北（桑名駅 - 当信号場間）では複線に対応する用地はほぼ確保されているが、桑名駅南方にある三岐鉄道北勢線のガード桁下のスペースが単線が通行する幅しかなく、隣にも1車線分の道路があるため、同区間の複線化は困難である。1982年（昭和57年）の関西本線電化の際に日本国有鉄道（国鉄・当時）は複線化を希望し、北勢線の橋梁架け替え費用の分担について国鉄側の架け替え分は国鉄負担、近鉄名古屋線側の架け替え分は近畿日本鉄道（近鉄・当時北勢線を運営）負担とするよう提案したものの近鉄側が近鉄名古屋線側も含めて全額を国鉄が負担するように求めたため交渉は不調に終わった。そのためこの時点での複線化は見送られた。現在のところ事業化の見通しはない。
かつて当信号場から東芝三重工場への専用線が分岐していた。当時製造していた変圧器や電動機などを発送していた。その後コンテナ列車の発着が設定されるなどされたが、1980年（昭和55年）に廃止された。また、全国的にも珍しい信号場常備の貨車が配置されていた(詳細は国鉄シサ1形貨車を参照)。

## 周辺
近鉄名古屋線の益生駅の付近にあり、三岐鉄道北勢線の馬道駅にも近いが少し距離がある。

## 隣の駅
東海旅客鉄道（JR東海）
CJ 関西本線
桑名駅 (CJ07) - （朝明信号場） - 朝日駅 (CJ08)